# Tongaanse pond
Het Tongaanse pond was tot 1967 de munteenheid van Tonga. Het was onderverdeeld in 20 shilling, elk van 12 pence.

## Geschiedenis
Aanvankelijk circuleerde het pond sterling (Britse pond) als de Tongaanse munteenheid, vanaf 1921 aangevuld met bankbiljetten uitgegeven door de Tongaanse regering. De bankbiljetten waren uitgedrukt in pond sterling en bevatten de nogal ongebruikelijke waarde van 4 shilling. Toen het Australische pond aan het begin van de Grote Depressie devalueerde ten opzichte van het pond sterling, veroorzaakte dit aanzienlijke verwarring op de kleinere eilanden in de Britse westelijke Stille Oceaan. Halverwege de jaren dertig vroegen mensen op deze eilanden zich af of het geld op hun rekeningen in ponden al dan niet als pond sterling of als het Australische pond moest worden beschouwd, en er werd om opheldering gevraagd. In 1936 werd één Tongaans pond gedevalueerd tot 16 shilling sterling, waardoor het Tongaanse pond gelijk werd aan het Australische pond. Op bestaande bankbiljetten was het woord "sterling" overstempeld, bij latere uitgaven werd het woord helemaal weggelaten.
In 1967 werd het Tongaanse pond vervangen door de Tongaanse pa'anga met een koers van £ 1 = T$ 2.

## Bankbiljetten
In 1921 werden bankbiljetten van £ 5 geïntroduceerd, gevolgd door bankbiljetten voor 4/– en 10/– en £ 1 in 1933. Deze vier coupures werden uitgegeven tot 1966.